# شركة أس تي أكس
شركة أس تي أكس (Hangul: 에스티엑스) هي شركة قابضة كورية جنوبية عامة تعمل في تقديم الخدمات التجارية. يقع المقر الرئيسي للشركة في كيونغ سانغ نامدو ، كوريا الجنوبية ، وتدير الشركة أعمالها من خلال قسمين: التجارة وصيانة السفن. يوفر قسم الأعمال التجارية بها مواد الشحن والطاقة مثل الفحم والنفط والصلب وغيرها. تقدم أعمال صيانة السفن الخاصة بها إدارة الشحن ، والتقنية البحرية ، والتأمين ، وإدارة الطاقم والخدمات الأخرى ذات الصلة.
كان لدى الشركة خمس شركات فرعية محلية بما في ذلك أس تي أكس البحرية & بناء السفن و أس تي أكس للمحركات و أس تي أكس للصناعات الثقيلة و أس تي أكس بان أوشن و أس تي أكس للطاقة.
كانت أس تي أكس البحرية & بناء السفن رابع أكبر شركة لبناء السفن في العالم ، وفي عام 2008 استحوذت على شركة بناء السفن النرويجية أكر ياردز ، من أجل تنويع خط إنتاجها.